# Cerkiew Zaśnięcia Bogurodzicy w Zadąbrowiu
Cerkiew Zaśnięcia Bogurodzicy w Zadąbrowiu – drewniana filialna cerkiew greckokatolicka, znajdująca się w Zadąbrowiu.
Obiekt włączony do podkarpackiego Szlaku Architektury Drewnianej.
Zbudowana w 1660, należała do parafii greckokatolickiej w Świętem.
Podczas przebudowy w XIX w. zmianie uległa konstrukcja sklepień i dachów. Nawa i babiniec zbudowane są na planie kwadratu, z dachami dwuspadowymi, a trójbocznie zamknięte prezbiterium z dachem pięciopołaciowym. Wszystkie dachy kryte blachą. Całość oszalowana pionowym deskowaniem. W węgłach i na środku ścian nawy ozdobne drewniane pilastry. W kalenicy dachu nawy baniasta sygnaturka, zwieńczona żelaznym krzyżem. Podobny krzyż w szczycie dachu babińca. Do niedawna obok cerkwi stała drewniana dzwonnica z XIX w.

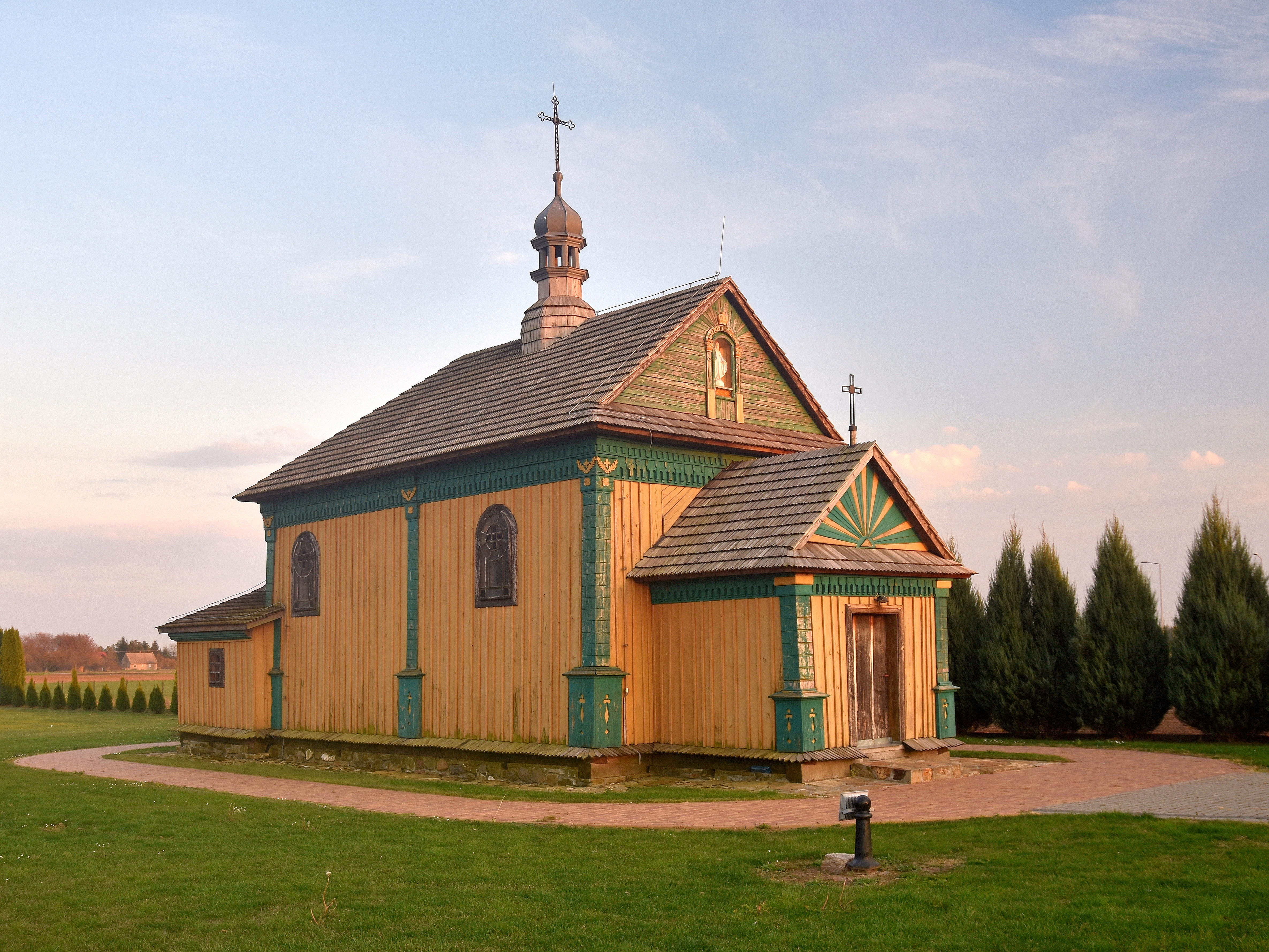
Elewacja północna
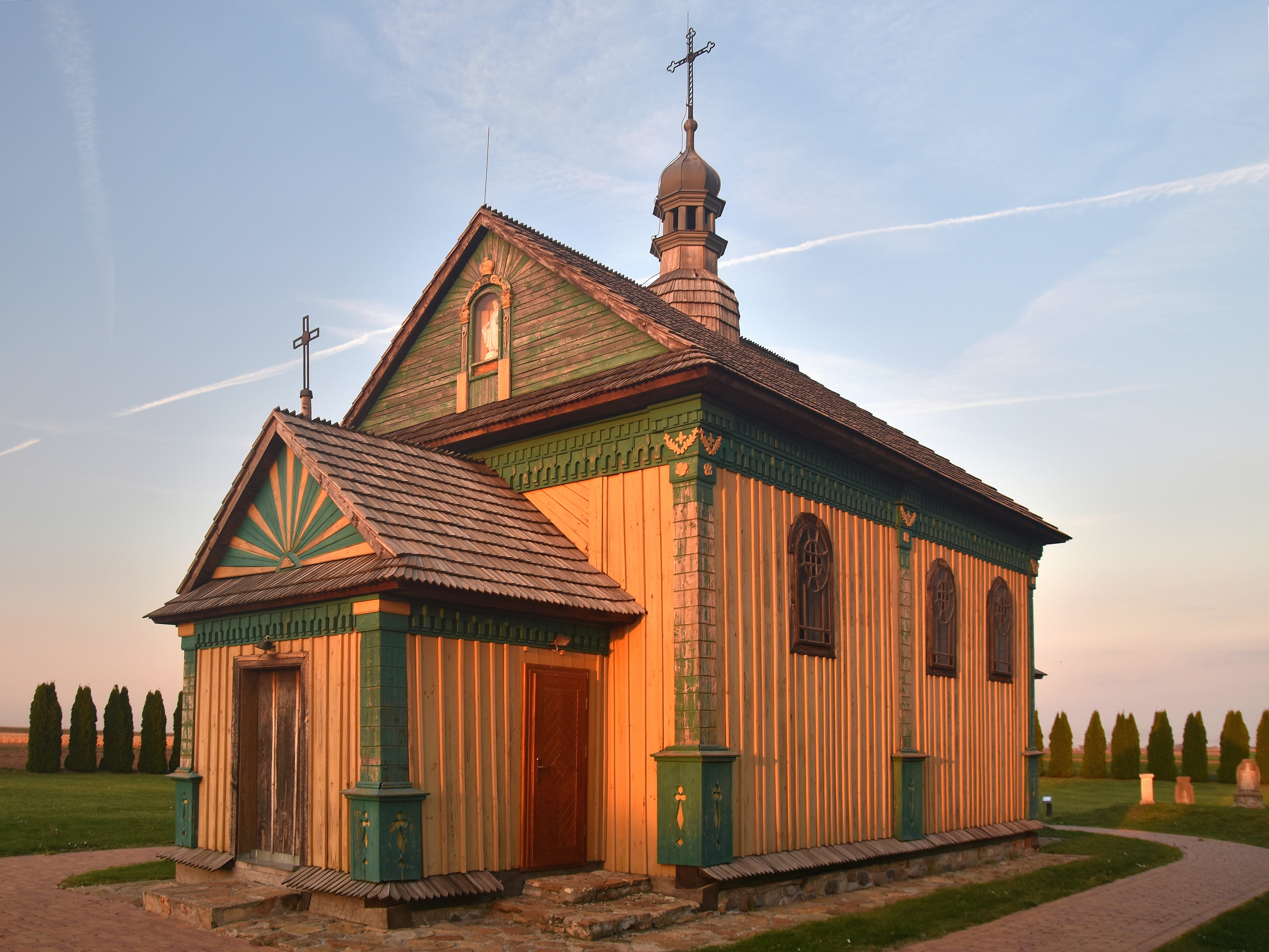
Elewacja południowa
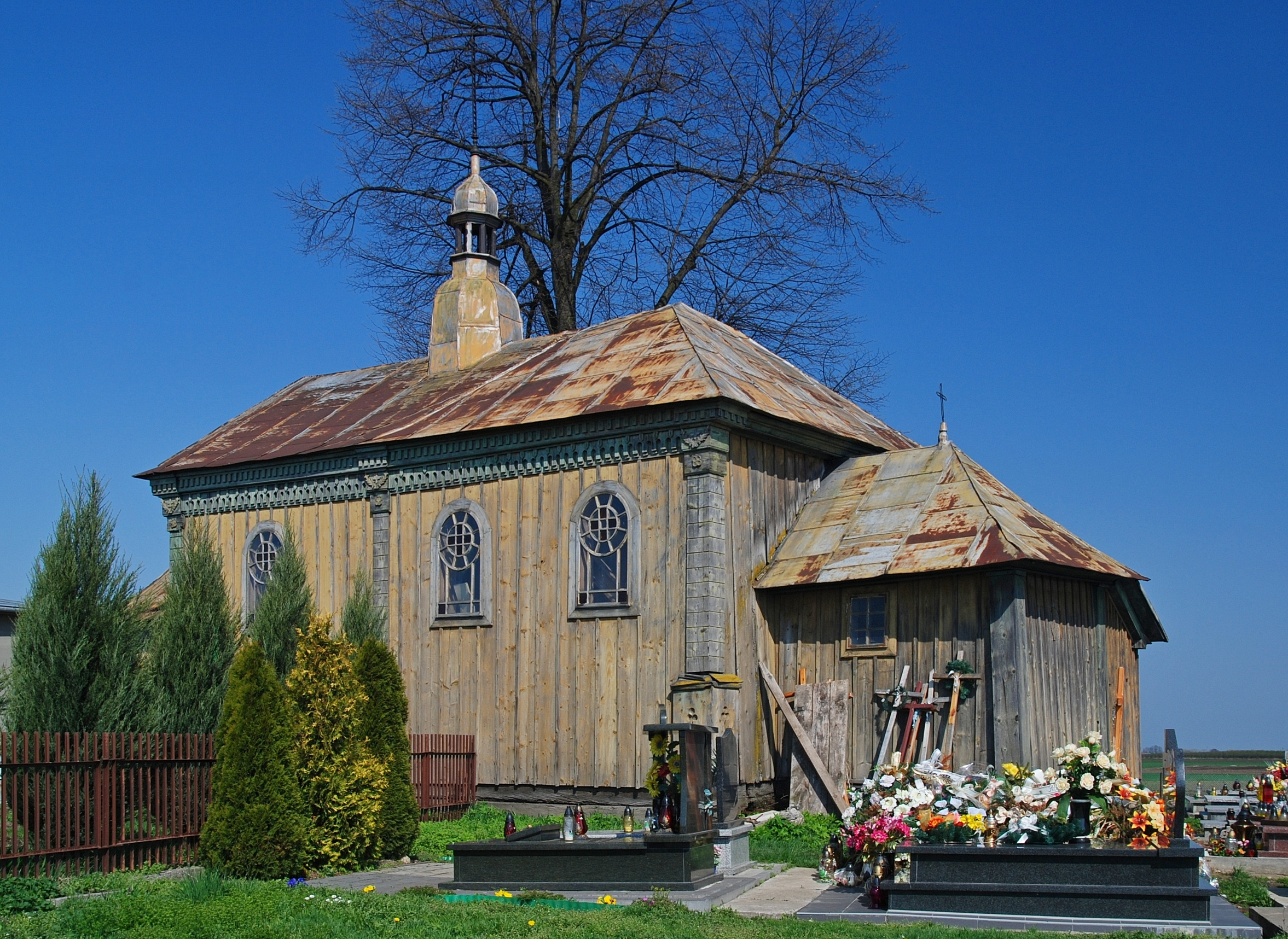
2008

Po II wojnie światowej przejęta przez kościół rzymskokatolicki, użytkowana do 1984. W 1984 cerkiew została przesunięta o kilkadziesiąt metrów na wschód, a na jej miejscu zbudowano nowy kościół.